# 永川英植
永川 英植（ながかわ えいしょく、1956年6月23日 - 1991年7月15日）は、神奈川県横浜市鶴見区出身のプロ野球選手（投手）。右投右打。

## 来歴・人物
横浜高ではエースとして活躍。1972年秋季関東大会に出場、準決勝では木更津中央高の古屋英夫らと投げ合い快勝。決勝に進出するが作新学院の江川卓に完封を喫する。1973年春の選抜では決勝に進み、広島商の佃正樹と投げ合う。延長11回に冨田毅（リッカー）が決勝2点本塁打、選抜初優勝を飾る。同年夏は神奈川大会準々決勝で長内孝のいた桐蔭学園に敗退。他のチームメートに一塁手の西山茂、中堅手の長崎誠（リッカー）がいた。同年の秋季関東大会でも決勝に進むが、銚子商の土屋正勝に完封負け。しかし翌1974年の春の選抜への連続出場を決めた。選抜では2回戦（初戦）で高知高の高橋修二と互いに無失点で投げ合うが、延長12回に杉村繁に適時打を浴びサヨナラ負けを喫する。同年夏の神奈川大会は決勝で原辰徳らのいた東海大相模高に敗退、夏の選手権には縁がなかった。
1974年のドラフト会議でヤクルトスワローズに1位指名される。ドラフト指名当時は定岡正二（鹿児島実）、土屋正勝（銚子商）、工藤一彦（土浦日大）とともに「高校四天王」と呼ばれた。また土屋・工藤・永川の三人は「関東三羽烏」とも呼ばれた。しかし、プロ入り後は度重なるフォーム矯正や肝炎による体調不良により本来の実力を発揮できず、プロでの登板はわずか1試合にとどまり、1980年4月25日に肝炎のため任意引退。
引退後は横浜市鶴見区にて家業の焼肉店を継いでいたが、1991年7月15日午後4時50分、肝臓癌のため神奈川県横浜市保土ケ谷区の病院で死亡（享年35）。
武器はストレート、カーブ。

## 詳細情報

### 年度別投手成績
| 年 度     | 球 団     | 登 板 | 先 発 | 完 投 | 完 封 | 無 四 球 | 勝 利 | 敗 戦 | セ 丨 ブ | ホ 丨 ル ド | 勝 率 | 打 者 | 投 球 回 | 被 安 打 | 被 本 塁 打 | 与 四 球 | 敬 遠 | 与 死 球 | 奪 三 振 | 暴 投 | ボ 丨 ク | 失 点 | 自 責 点 | 防 御 率 | W H I P |
| --------- | --------- | ----- | ----- | ----- | ----- | -------- | ----- | ----- | -------- | ----------- | ----- | ----- | -------- | -------- | ----------- | -------- | ----- | -------- | -------- | ----- | -------- | ----- | -------- | -------- | ------- |
| 1977      | ヤクルト  | 1     | 0     | 0     | 0     | 0        | 0     | 0     | 0        | --          | ----  | 5     | 1.0      | 2        | 0           | 0        | 0     | 0        | 0        | 0     | 0        | 1     | 1        | 9.00     | 2.00    |
| 通算：1年 | 通算：1年 | 1     | 0     | 0     | 0     | 0        | 0     | 0     | 0        | --          | ----  | 5     | 1.0      | 2        | 0           | 0        | 0     | 0        | 0        | 0     | 0        | 1     | 1        | 9.00     | 2.00    |

### 記録
- 初登板：1977年7月10日、対大洋ホエールズ12回戦（長野県営野球場）、9回表に4番手で救援登板・完了、1回1失点

### 背番号
- 24（1975年 - 1979年）
- 44（1980年）